# James Hope Moulton
James Hope Moulton, född 11 oktober 1863, död 9 april 1917, var en brittisk språkforskare.
Moulton blev professor i grekiska och indogermansk språkvetenskap i Manchester 1908. Bland hans arbeten märks A grammar of New Testament Greek (3 band, 1908-29) samt The vocabulary of the Greek Testament (1914-29 tillsammans med G. Milligan).